# Осока пузырчатая
Осо́ка пузы́рчатая, или Осо́ка пузыреви́дная, или Осо́ка пузырева́тая, или Осо́ка чёточная (лат. Carex vesicaria) — многолетнее травянистое растение, вид рода Осока (Carex) семейства Осоковые (Cyperaceae).

## Ботаническое описание

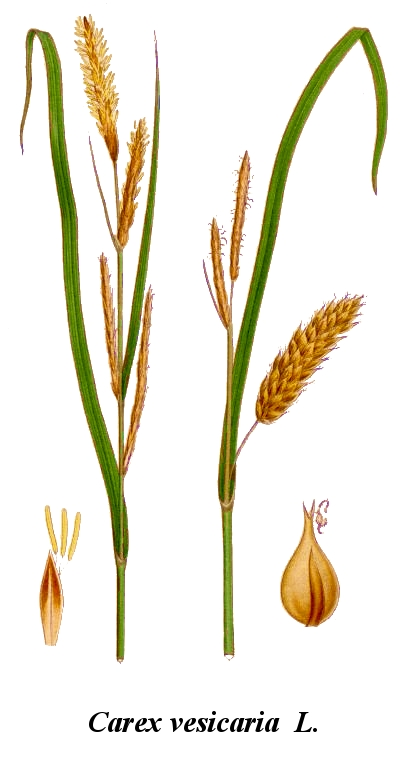

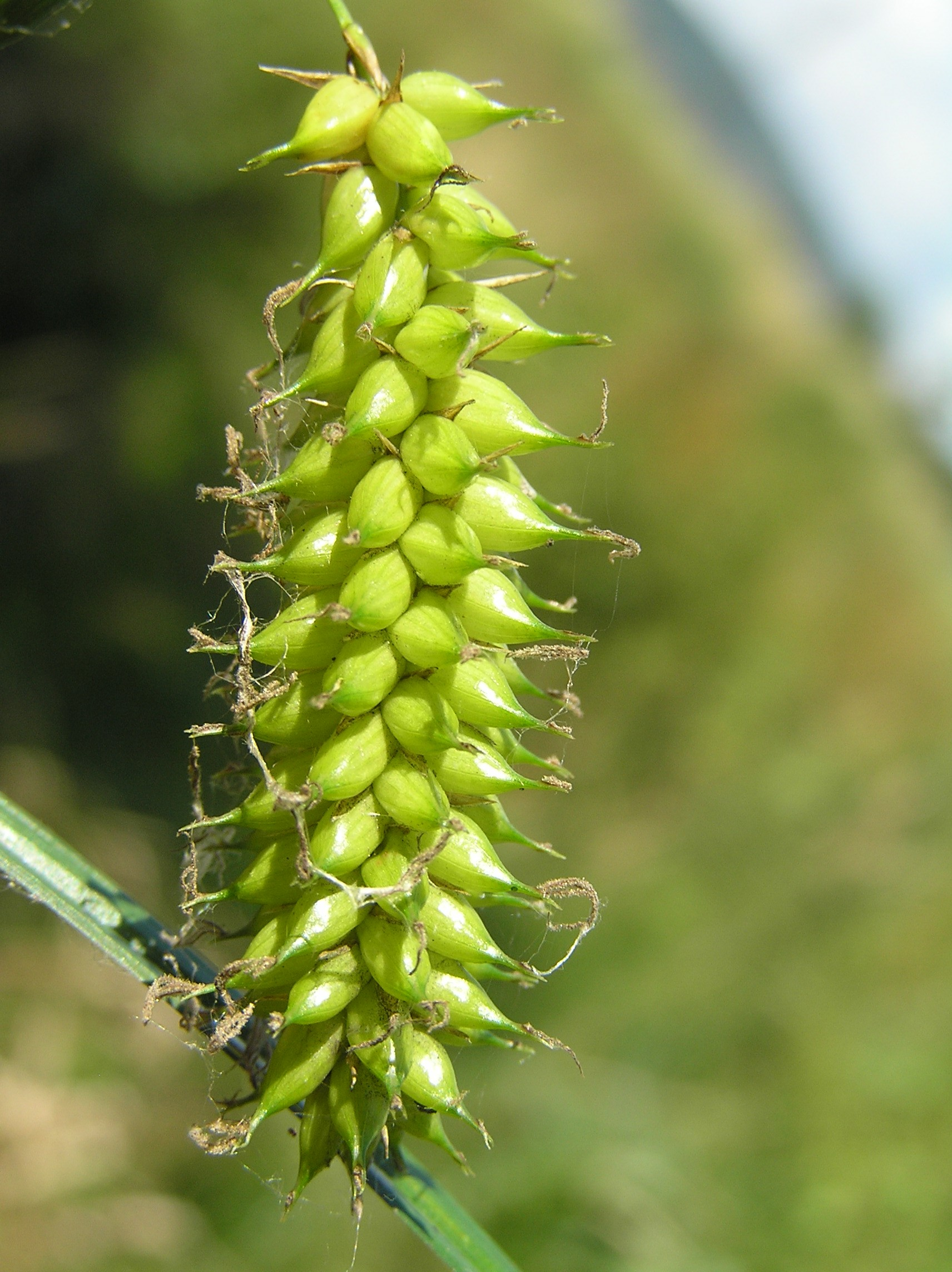
Плоды

Зелёные или светло-зелёные растения с длинными ползучими корневищами, дающими побеги, корни с желтоватыми волосками. Основания побегов окружены пурпурными или красно-бурыми высокими, чешуевидными, килеватыми, сетчато расщеплёнными влагалищами.
Стебли в верхней части остро-трёхгранные, обычно сильно шероховатые или кверху шероховатые, (30)40—100 см высотой.
Пластинки листьев 3—5 мм шириной, плоские, шероховатые, жестковатые, равны стеблю.
Верхние 1—5(7) колоски тычиночные, сближенные, линейные, (2)4—7 см длиной; остальные (1)2—5(8) пестичные, раздвинутые, цилиндрические или яйцевидные и продолговатые, (2)4—4,5(7) см длиной, (1)1,2—1,5 см в диаметре, на коротких, до 1 см, ножках, много- и большей частью густоцветковые, несколько поникшиеили прямые. Чешуи тычиночных колосков туповатые или островатые, ланцетные, светло-ржавые, по краю перепончатые. Чешуи пестичных колосков острые, ланцетные, бледно- и грязновато-ржавые, с зеленоватой серединой, короче и у́же мешочка, с одной жилкой. Мешочки тонкокожистые, пузыревидно вздутые, глянцевитые, продолговато яйцевидно-конические, широкояйцевидные или почти шаровидные, (6,5)7—8(9) мм длиной, 2,3—3 мм шириной (их длина в 2 или 3 раза превышает ширину), с выступающими жилками, у основания округлые, на короткой ножке не более 0,2 мм длиной, кверху возможно клиновидные; зелёные, зрелые соломенно-жёлтые, косо вверх отклонённые от оси колоска; постепенно или резко суженные в узкий двузубчатый носик с зубцами 0,5—1 мм длиной. Рылец 3. Нижний кроющий лист без влагалища, длиннее соцветия.
Плоды трёхгранные. Плодоносит в мае—августе.
Число хромосом 2n=74(Tanaka, 1948), 82 (Heilborn, 1924), 86 (Dietrich, 1972), 88 (Chater, 1980).
Вид описан из Швеции.
Зарубежными учёными не признаётся вид Carex visicata Meinch., замещающий Carex visicaria L. к востоку от Байкала, и считается синонимом Carex visicaria L.. Между тем, он отличается меньшими размерами всего растения, более мелкими пестичными колосками (1,5—3(4) см в длину, а не 2,5—7 и 0,7—1 см в диаметре, а не 1,2—1,5) и мешочками (4—6(7) см в длину, а не 6,5—9), которые обычно красновато-бурые.
Признаваемый российскими учёными вид Carex monile Tuck., произрастающий в Северной Америке, отличается от Carex visicaria L. более широкими мешочками, резко суженными в носик, более длинными тычиночными колосками (5—6 см в длину, а не (2)2,5—3(3,5)), более длинными и узкими (5—6 см в длину, а не 2,5—3,5(4,5) и 1 см в диаметре, а не (1)1,2—1,5) рыхловатыми пестичными колосками.

## Распространение
Европа, в том числе Арктическая Скандинавия; Арктическая часть России: Мурман (очень редко), Малоземельская тундра, юг Большеземельской тундры (река Шапкина и Сивая Маска), бассейн Анадыря и Пенжины, залив Корфа; Западная Азия: север Турции, север Ирана; Европейская часть России: все районы; Беларусь; Украина; Молдова; Кавказ: все районы (редко); Западная Сибирь: все районы; Восточная Сибирь: бассейн верхнего течения Енисея и Нижней Тунгуски, Прибайкалье, бассейн верхнего течения Лены и нижнего течения Витима, юг Якутии, бассейн Ангары, Саяны, северо запад Даурии, Средне-Сибирское плато (бассейн Кемкемя, притока Вилюя), бассейн Алдана, южная часть Верхоянского хребта, верховья Индигирки; Дальний Восток: Сахалин, Камчатка, Курилы, бассейн Амура, Приморье, бассейн Охотского моря; Казахстан; Восточная Азия: Северо-Восточный Китай, север Корейского полуострова, Япония; Северная Америка.
Растёт на травяно-осоковых болотах, по берегам рек и озёр, иногда в прибрежных мелководьях, на болотистых лугах, по окраинам стариц, в канавах, заболоченных кустарниках и лесах.

## Значение и применение
На пастбище и в сене почти не поедается. В силосе поедается охотно. Урожай зелёной массы пригодной до силоса может доходить до 100—150 ц/га.
По наблюдениям О. И. Семёнова-Тян-Шанского в Лапландском заповеднике зелёные части растения поедаются европейским лосём (Alces alces Linnaeus).